# Salut Camps i Russinés
Salut Camps i Russinés és una activista social catalana. Ha estat Secretària del Consell Municipal de Cooperació al Desenvolupament de l'Ajuntament de Barcelona, fundadora del 1992 de la Fundació Amics de la Gent Gran i gerent de la Fundació Lliga Catalana d'Ajuda Oncològica, Oncolliga. El 1999 va rebre el Premi d'Actuació Cívica de la Fundació Lluís Carulla. Actualment és assessora de la Regidora de Participació Ciutadana, Solidaritat i Cooperació de Barcelona.